# 455
455 (CDLV) fue un año común comenzado en sábado del calendario juliano, en vigor en aquella fecha.
En el Imperio romano, el año fue nombrado el del consulado de  Valentiniano y Antemio, o menos comúnmente, como el 1208  Ab urbe condita, adquiriendo su denominación como 455 a principios de la Edad Media, al establecerse el anno Domini.

## Acontecimientos

### Britania
- Batalla de Aylesford, entre britanos y anglosajones. Ignoramos su desenlace.

### Imperio romano
- Petronio Máximo, asume el trono del Imperio romano de Occidente entre el 17 de marzo y el día de su muerte, el 22 de abril.
- Conquista de Roma por los vándalos de Genserico. Durante 14 días se producen pillajes sistemáticos a manos de Genserico tras los cuales la flota regresa a África.[1]
- Los visigodos vencen a los suevos instalados en Hispania.[2]
- Proclaman a Avito emperador en las Galias.

### América
- Primeras evidencias de la existencia de Chichen Itzá.

## Fallecimientos
- 16 de marzo: Valentiniano III, emperador romano.
- Horsa, caudillo juto.